# BBB Maastricht
De BBB Maastricht is een jaarlijks terugkerende internationale vakbeurs voor horecabedrijven in Zuid-Nederland en België. De geschiedenis van deze horecavakbeurs gaat terug tot halverwege de jaren 1950 en dit maakt BBB Maastricht de oudste horecavakbeurs van Nederland. De beurs wordt meestal gehouden in oktober. Sinds 1988 is het MECC Maastricht de thuisbasis van het evenement.

## Edities
- 1962 (8e editie), in de Eurohal te Valkenburg. Pierre Florack had er een stand met een kleine versie van zijn slakkenkwekerij.[1]
- 1974, januari (20e editie): de beurs verhuist met de Eurohal naar Maastricht (De Griend).
- 1988, januari (34e editie), voor het eerst in het MECC Maastricht. De beurs trok met 242 standhouders 21.463 bezoekers, bijna 5.000 meer dan het jaar ervoor. Michel Willems en Bert Didderen van het Maastrichtse café In den Ouden Vogelstruys wonnen de eerste voorronde van de nationale biertapwedstrijden. In de landelijke finale eindigde het tweetal op de tweede plaats.[2]
- 2017 (63e editie): voor het eerst vond tijdens de beurs de finale van het Nederlands kampioenschap oestersteken plaats.[3]
- 2020 (geen editie): editie vervallen wegens coronapandemie. Silvie Slachter nieuwe beursmanager.
- 2021 (67e editie): eerste "BBB Horeca Summit".[4]
- 2022 (68e editie): thema's: duurzaamheid, personeelszaken, prijsstijgingen en innovatie. Nieuw waren het plein 'Made in Belgium', de Vega(n) proeftuin en het TIPPR No Waste plein.